# Oenocarpus bataua var. bataua
Oenocarpus bataua var. bataua (Mart. 1823) Burret 1929 o Jessenia bataua,  
majo (en Bolivia) la palma de seje, milpesos, unamo, ungurahua o patabá es una  planta de la familia de las palmeras.

## Distribución y hábitat
Es una palma abundante en zonas húmedas y pluviales a menos de 1000 m s. n. m. al noroccidente de Sudamérica desde Panamá hasta el sur de América tropical. Se distribuye por Panamá, Venezuela, Colombia, Guyana, Surinam, Guayana Francesa, Brasil, Bolivia, Ecuador y Perú.
Entre otros lugares, es autóctona del Municipio Cedeño (Bolívar), Estado Bolívar, Venezuela, cuyo fruto forma parte de la tradición culinaria de la región.
En Bolivia se produce en el norte del país, en el departamento de Pando que colinda tanto con Perú, como con Brasil y en el norte del departamento. Todo el acopio del fruto conocido como majo se lo efectúa en la ciudad de Riberalta y la pulpa de la fruta congelada es enviada al resto del país y se exporta a otros países.

## Descripción
Se caracteriza por un estípite (tallo) solitario erecto, de 10 a 25 m de altura y 20 a 30 cm de diámetro, liso, conspicuamente anillado. Tiene de 10 a 16 hojas terminales, penduladas hacia los lados, con peciolo de 1 a 50 cm y raquis de 3 a 7 m de longitud;  ápice acuminado, limbo pinnado, pinnas alternas de hasta 2 m de largo y 15 cm de ancho, aproximadamente 100 a cada lado, colocadas en un mismo plano.
Inflorescencia de 1 a 2 m de longitud, con cerca de 300 raquilas de hasta 1,3 m de largo. Flores amarillas con sépalos hasta de 2 mm y pétalos hasta de 7 mm.
Los frutos son negro-violáceos, oblongos, de 3 a 4 cm de longitud y 2 cm de diámetro, con exocarpio delgado y liso, mesocarpio carnoso y rico en aceite de excelente calidad, con 4 por ciento de proteína y peso de 10 a 15 gramos cada uno, representado la pulpa el 40 por ciento del peso. Cada palmera produce entre 3 y 4 racimos y cada racimo tiene más de mil frutos.

## Importancia económica y cultural
Usos
Tradicionalmente los indígenas han recolectado el fruto y lo maduran en agua tibia para preparar bebidas refrescantes y en algunos casos para extraer el aceite. También es comestible el cogollo fresco y para la realización de la arepa de coroba popular en el Estado Bolívar. Además en la palma se crían larvas comestibles de coleópteros.
El aceite se utiliza en la medicina tradicional para aliviar la tos y la bronquitis.

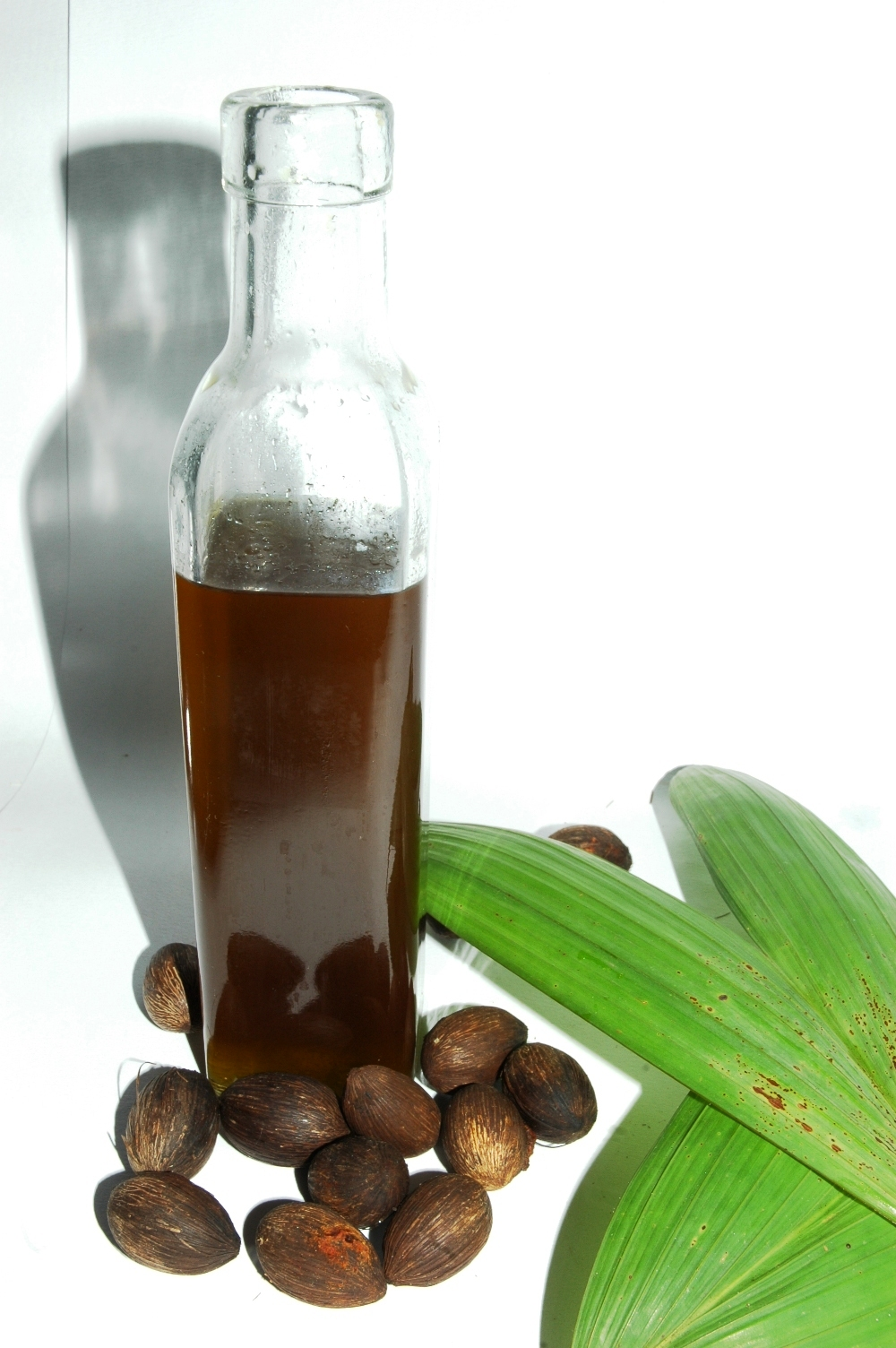
Aceto del patauá

El raquis ha sido usado para fabricar flechas y las hojas para cestas o viviendas provisionales. La palma es utilizada por los indígenas para la fabricación de chozas llamadas churuata las  cuales son usadas como vivienda de los indígenas.
En el futuro, esta palma podría ser industrializada para la producción de aceite, tanto por la calidad del mismo, porque se adapta a suelos pobres y la producción de frutos es muy abundante.
También se ha utilizado el aceite que de ella se extrae, bajo el nombre de Aceite de Ungurahua, como regenerador capilar.
La fruta se da entre los meses de abril y mayo y de ella se puede obtener aceite, jabón, alimento para animales y la popular "Arepa de Coroba".
Aceite del patauá
Tradicionalmente, los indios han recogido el fruto y lo han madurado en el agua tibia para preparar bebidas y también para extraer aceite. Sus drupas contienen ocho a diez por ciento de aceite. El Meolo fresco también es comestible. Además de la palma de la mano para crear besouros.
El aceite se utiliza en la medicina tradicional para aliviar la tos y bronquitis. y como tónico para el cabello. Debido a sus constantes químicas, el sabor y el olor cuando refinado se parecen mucho al de aceite oliva. Tradicionalmente, aceite de patauá es utilizado por las comunidades amazónicas en los alimentos fritos, y como tónico para tratar calvicie.6 El aceite es bueno para muchos problemas de salud y actúa como un laxante, remedio para la tuberculosis, asma y otros problemas respiratorios. También se utiliza en la producción de cosméticos, ya que puede ser utilizado como un tónico para suavizar el cabello. Un famoso investigador que vivía en un pueblo Kayapó dijo que los indios se encontraban más hermosos, nutridos y sanos durante la fructificación de patauazeiro.
| Índice                       | Valores de referencia | Unidades    | Unidades     |
| ---------------------------- | --------------------- | ----------- | ------------ |
| Índice de refracción (40 °C) | -                     | 1,459-1,469 | 1,68 a 1,471 |
| Índice de Yodo               | gl2                   | 70-83       | 78-90        |
| Índice de saponificación     | mg KOH \ g            | 190 - 210   | 187-196      |
| Densidad (20 °C)             | ltr \g                | 0,905-0,918 | 0,914-0,919  |
| Fusión                       | °C                    | 16          | 14           |
| Materia insaponificable      | %                     | <1,3        | 0,5 a 1,3    |

## Sinonimia
- Oenocarpus batawa Wallace (1853), orth. var.
- Jessenia polycarpa H.Karst. (1857).
- Jessenia repanda Engl. (1865).
- Jessenia bataua (Mart.) Burret (1928).
- Jessenia weberbaueri Burret (1929).[2]